# Bronkow
Bronkow (baix sòrab: Bronkow) és una ciutat alemanya que pertany a l'estat de Brandenburg. Forma part de l'Amt Altdöbern. Limita amb els municipis de Neupetershain, Drebkau, Welzow, Altdöbern, Sallgast i Großräschen.